# アーティチョーク
アーティチョーク（英: Artichoke, Globe artichoke、学名: Cynara scolymus）は、キク科チョウセンアザミ属の多年草。和名はチョウセンアザミ（朝鮮薊）。形態的には大型アザミである。若いつぼみを食用とするヨーロッパの春野菜（花菜類）。地中海沿岸原産。

## 名称
英語名アーティチョークは、中世アラビア語のアル・フルシューフ（al khurshuuf、「巨大なアザミ」の意）がスペイン語のアルカルチョーファ（alcarchofa）に転化し、さらに北イタリアのアルティチォッコ（articiocco）に変化したものが英語の由来といわれている。
フランス語は artichaut（アーティショ／アルティショ）、イタリア語で carciofo（カルチョーフォ）、複数形では carciofi（カルチョーフィ）とよばれる。
和名「チョウセンアザミ」は漢字で朝鮮薊と書くが、朝鮮半島とは縁もゆかりもなく、「異国のアザミ」というニュアンスを表現した名称である。

## 特徴
キク科に属するアザミの仲間の多年生宿根草本。草丈は1メートル (m) 内外で、葉は50 - 80センチメートル (cm) に達し、花蕾は直径15 cmに達する。分枝は少なく、1株に3 - 4本程度である。主茎の先端につく花蕾の形はいろいろあり、パープル種とグリーン種がある。収穫適期を過ぎると紫色の花が咲く。根の張りが広く、同じ場所で3 - 4年は栽培が続けられる。
ちなみに、英米ではキクイモとチョロギもArtichokeと称する。エルサレムアーティチョーク（英語: Jerusalem artichoke）とアーティチョーク（英語: Artichoke、Globe artichoke）は別の種類の植物であり、エルサレムアーティチョークはキク科のヒマワリ属キクイモで、アーティチョークはキク科のチョウセンアザミ属チョウセンアザミである。
- アーティチョーク
- アーティチョークの花

## 歴史
南ヨーロッパ地中海沿岸地方が原産。元は野生のアザミであったが、古代ギリシャ・ローマ時代以降、品種改良が進んで今日のような食用品種となった。近縁種のカルドン（学名：C. cardunculus）はとげが鋭いが、同様に食用になる（こちらは茎も食用とする）。ヨーロッパの野生アザミの一種から、切り花用に利用されているカルドンに改良し、さらに改良してアーティチョークになったという説もある。本格的に栽培され始めたのは15世紀イタリアのナポリ近辺で、16世紀からフランス・ドイツ・イギリスへと徐々にヨーロッパ全域に広がった。
16世紀にフランスに輿入れしたカトリーヌ・ド・メディシスによってフランスに伝播した。彼女の悪評の一つとして、当時は媚薬として考えられていたアーティチョークを結婚初夜の日に食べ過ぎたという逸話が残っている。
日本には江戸時代にオランダから渡来したが、当初は主に観賞用として栽培されていた。明治以降に導入されたが、食用としては栽培されず、一部で切り花として栽培された。
19世紀末からイタリア移民のグループがカリフォルニアで大規模にアーティチョークを栽培し、ニューヨークのイタリア系マフィアの資金源となっていた。1930年代、マフィアの封じ込めに力を注いでいたニューヨーク市長ラガーディアは市にアーティチョーク禁止令を出したが、アーティチョークの魅力に抗えず1週間後には取り下げられた。
現在の世界的な生産地は、地中海沿岸やフランス南部などのヨーロッパ南部地域、アメリカ合衆国のカリフォルニア州、ニュージーランドなどであるが、特にフランスでは多くの品種が作られている。日本では、徳島県、長野県、九州などが主な産地であるが、生産量は多くない。

## 品種
フランスに多くの品種があり、中でも総苞の先端にトゲがないグリーン・グローブが多く使われている。その他の品種はイタリアのアルカチョフなど、トゲの鋭いものが多い。イタリア産の細身の品種にトスカーナパープルがあり、ふつうのものより萼が少なく小ぶりで、また萼の付け根は新鮮なものであってもやや紫色をしている。アーティチョークの種子繁殖のものでは、トゲのない品種でもトゲのある個体や形態の違うものが出てくるため、優秀な品種を株分けして増殖することも行われている。

## 栽培

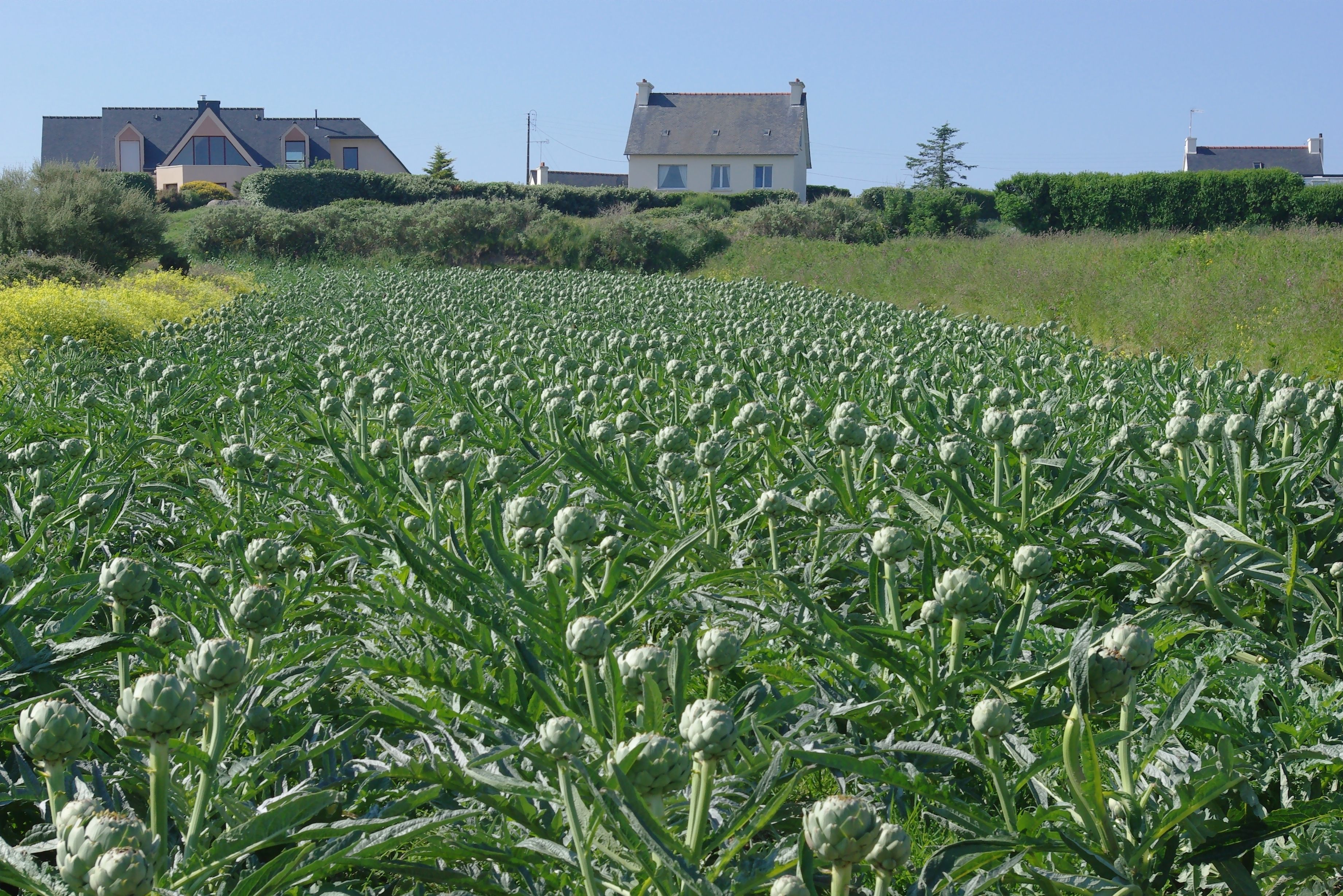
アーティチョーク畑

一般的には春（4月）に種をまき、晩春に苗を植え付けて1年目は株を育て、2年目以降の初夏（5 - 6月）にできる丸い蕾のうちに切り取って収穫する。あるいは、9月に株分けして露地栽培して繁殖する。いったん植え付ければ、3 - 4年は収穫が続けられる。種を播いたあと、1か月で本葉は2枚程度になり、2か月で6枚ぐらいになる。一定の低温に遭い、その後の長日条件で抽苔して花蕾が出るが、このとき不完全な条件で経過するとロゼットとなって満足な花蕾は得られない。花蕾が出るのはおおむね5 - 6月で、夏の高温期は草勢が著しく衰えて、秋口には再び生育して根元から萌芽してくる。降霜以後の厳冬期は地上部がほとんど枯れるが、根は生きており、春先から再び生長を始め、5 - 6月には花蕾が出て収穫期となる。
水はけの良い土地が生育に適し、栽培適温は10 - 22℃とされる。土壌条件や気象が収量を左右する条件であるが、年平均気温が13 - 18℃の気候をもつ地域がよく、土壌は耕土が深くて排水が良く、有機質の多い肥沃な土地であれば良品が得られやすい。
育苗ポットに種をまいたら、本葉が4 - 5枚になるまで育てて定植する。定植する場所は、あらかじめ元肥をすき込んでおき、株間が50センチメートルから1メートルほど空けるようにして植える。親株の根元から出てきたわき芽を株分けして植えても良い。定植後は十分に灌水して、畝間に敷き藁やマルチングを施して、雑草の発生と乾燥を防ぐのが望ましい。
定植1年目は、株を充実させるために育て、1か月に1回の頻度で追肥を行うようにする。冬になると花茎は枯れて、葉がロゼット状になって冬越しになる。2年目以降の花蕾は、花が開く前の大きく膨らんだ丸くなったときが収穫適期で、蕾の下を切り取って収穫する。総苞が十分肥大して、紫の花弁が出る前であり、花茎を手で持てるほど残して切り取る。花蕾の収穫が遅れるとかたくなってしまい、食べられなくなる。
病気の発生は少ないほうだが、病虫害は春先にアブラムシがつきやすくなり、見つけたら取り除いて駆除する。高温期に乾燥すると、石灰欠乏症が発生することがある。

## 利用
食用にするのは開花する直前の蕾で、葉のように見える肉厚の萼の下部と、萼に包まれた花芯（花托）の部分を食べる。食用になるところは、総苞（萼）の基部にある少量のデンプン質と花托基部のやわらかい部分であり、総体積に占める可食部の割合はわずかである。萼が開いていない肉厚なものが良品であるが、鮮度が落ちてくると萼の付け根が紫色になる。ラテン系の人々が好んで食用とするが、フランス料理での利用が多い。食材としての旬は5 - 7月で、蕾が締まって重みがあり、萼がふっくらしているものが市場価値の高い良品とされる。デンプン質に富むほのかな甘味があり、ゆり根やイモやタケノコ、ブロッコリーの茎に似た食感、ソラマメに似た味わいがあり、水溶性食物繊維に富む。
食べるときは、つぼみを塩ゆでにするのが一般的で、塩とレモン汁を加えた熱湯に入れて茹で上げる。ゆでる際は、つぼみの上下を切り落として、レモンスライスを切り口に当てると変色を防ぐ効果がある。花および果実の冠毛になる繊毛を取り除き、萼状の苞片（総苞片）を１枚ずつはがし、バターやオリーブオイル、ドレッシング、塩を好みでつけて、基部の肉質部分に歯でしごくようして食べる。
最後に萼を除いた花托部分（中心部）をスプーンですくって食べたり、カップ状に輪切りにして、中心の毛状の部分を取り除いてからサラダを詰めて盛り皿に並べるなど、様々な料理に使われる。フライなどの揚げ物やオーブン焼き、ソテーして肉料理の付け合わせ、煮込み料理にして食べることもある。

### 料理
主にイタリア、フランスなどのヨーロッパや、アメリカでは広く食用としているほか、インドでも二日酔いの防止のために飲酒の後に茶に混ぜて飲まれている。日本では輸入物が中心で、栽培条件が合わないこともあって野菜としてはあまり普及していない（観賞用が多い）。ただし、近年ハーブティーとして飲まれることが増えている。イタリア料理では、イタリア語由来のカルチョーフィ（carciofi【複】）またはカルチョーフォ（carciofo【単】）と呼ばれ一般的な野菜として前菜などに使用される。フランスではゆでたり詰め物をしたりして調理するが、新鮮なものを生で食べるケースもある。花を乳に入れて加熱すると60℃で凝固することから、これを凝固剤として使うカイユボートというチーズがある。ポルトガルではアーティチョークのおしべを使って凝固させるチーズがしばしば見られる。セーラ・ダ・エストレーラやニーザなどである。ベトナムでは乾燥させてお茶のように飲むアーティチョーク茶 (trà atisô) がダラットの特産品として知られる。アメリカでは、小型の蕾をアーティチョーク・ハーツといい、瓶詰にしたものの需要が多い。
- アーティチョークの前菜
- 刻んだアーティチョーク入りピッツア

### 成分・栄養素
野菜としては炭水化物が多く含まれているのが特徴で、可食部100グラム (g) 中に11 gほど含まれており、水分は少ない。そのため熱量（カロリー値）が多めであるが、たくさん食べるような野菜ではない。
ビタミンCとカリウムは豊富に含むほうで、カリウムが多いため、利尿作用や体内の余分な塩分を排出する効果があり、カルシウム、食物繊維も豊富に含まれている。アーティチョークの赤い色はカロテン由来のものではないため、緑黄色野菜には分類されない。一方、食物繊維は特に豊富で、可食部100 g中に約9 gも含まれており、多くの野菜は不溶性食物繊維をたくさん含んでいるが、アーティチョークでは水溶性食物繊維が極めて多いのが特徴である。水溶性食物繊維を食事に取り入れると、コレステロールや糖質を便として体外に出す働きをするため、糖尿病や高脂血症の予防が期待される野菜といわれている。
シナリンという成分が含まれていて、古くからヨーロッパでは薬効が高い野菜として知られている。血中コレステロールや中性脂肪を減少させ、肝機能を高める効果が期待されている。葉にシナリンを含み、肝臓の解毒に効果がある。シナリンには味蕾の甘味受容体の働きを阻害し、アーティチョークを食べたあとに食べるものの味をなんでも甘く感じさせてしまう働きがある。そのため、アーティチョークに上質なワインは合わないとされている。
なお、放屁の回数と臭いを抑える効果があるとされる。しかし一方で含有するイヌリンが放屁の回数を増やすという報告もある。